# José Ramón Herrero Merediz
José Ramón Herrero Merediz (ur. 2 lutego 1931 w Gijón, zm. 19 marca 2016 tamże) – hiszpański polityk i prawnik, działacz komunistyczny, senator, od 1986 do 1987 eurodeputowany II kadencji.

## Życiorys
Ukończył studia prawnicze, specjalizując się w prawie pracy. Praktykował jako adwokat, broniąc przeciwników rządów frankistowskich. Od 1956 był związany z Komunistyczną Partią Hiszpanii. W 1960 skazano go na 14 lat więzienia za przygotowywanie zamachu stanu, ostatecznie w wyniku amnestii spędził za kratami 7 lat. Po wyjściu na wolność kontynuował działalność w ruchu komunistycznym.
W 1978 przeszedł Hiszpańskiej Socjalistycznej Partia Robotniczej. Z jej listy w 1982, 1986, 1989 i 1993 wybierano go do Senatu II, III, IV i V kadencji. Od 1 stycznia 1986 do 5 lipca 1987 był posłem do Parlamentu Europejskiego w ramach delegacji krajowej. Przystąpił do frakcji socjalistycznej, w 1987 był wiceprzewodniczącym Delegacji ds. stosunków z Austrią. Był jednym z twórców kodeksu karnego z 1995 roku. W latach 1995–1996 należał do Zgromadzenia Parlamentarnego Rady Europy. Od 2004 do 2007 zajmował stanowisko szefa rady społecznej Uniwersytetu w Oviedo. W 2014 opuścił PSOE.
Był żonaty, miał dwoje dzieci.